# Forbidden Evil
Forbidden Evil – debiutancki album studyjny amerykańskiej grupy muzycznej Forbidden.

## Lista utworów
1. "Chalice of Blood" – 4:27
2. "Off the Edge" – 4:12
3. "Through Eyes of Glass" – 6:18
4. "Forbidden Evil" – 5:35
5. "March into Fire" – 5:05
6. "Feel No Pain" – 5:05
7. "As Good as Dead" – 4:11
8. "Follow Me" – 7:00

## Twórcy
- Russ Anderson – śpiew
- Glen Alvelais – gitara
- Craig Locicero – gitara
- Matt Camacho – gitara basowa
- Paul Bostaph – perkusja